# 'O fuggiasco/'A ballata d' 'a mala vita
 'O fuggiasco/'A ballata d' 'a mala vita, pubblicato nel 1974, è un singolo del cantante italiano Mario Trevi.

## Storia
Il disco contiene due brani inediti di Mario Trevi. I brani rientrano nel genere cosiddetto di giacca e di cronaca, ritornato in voga a Napoli durante gli anni settanta, che faranno rinascere il genere teatrale della Sceneggiata. Nel 1975, scritta da Aniello Langella, Mario Trevi porterà in teatro la sceneggiata 'O fuggiasco, ispirata dal brano omonimo.

## Tracce
Lato A
- 'O fuggiasco (Moxedano-Iglio)

Lato B
- 'A ballata d' 'a mala vita (Moxedano-Iglio)

## Incisioni
Il singolo fu inciso su 45 giri, con marchio Presence (PLP 5078).
Direzione arrangiamenti: M° Tony Iglio.